# Przyborowo (przystanek kolejowy)
Przyborowo (biał. Прыбарава; ros. Приборово) – przystanek kolejowy w pobliżu miejscowości Przyborowo, w rejonie brzeskim, w obwodzie brzeskim, na Białorusi.